# Чхан (ван Корьо)
Чхан (кор. 창, 昌, Chang, Ch'ang); ім'я при народженні Ван Чхан (кор. 왕창, 王昌, Wang Chang, Wang Ch'ang; 6 вересня 1381 — 31 грудня 1389) — корейський правитель, тридцять третій володар Корьо.
Був єдиним сином вана У. Зійшов на престол 1388 року після повалення батька в результаті заколоту під проводом Лі Соньго. Став наймолодшим правителем Корьо.
Лі Соньго залишився регентом при малолітньому правителі й узяв у свої руки всю владу над армією. В листопаді 1389 року Лі Соньго усунув Чхана від престолу та замінив його на Конян, обґрунтувавши такий крок тим, що останній мав насправді королівську кров.
Чхана було вбито в грудні 1389 року разом з його батьком.